# Blairville
Blairville est une commune française située dans le département du Pas-de-Calais en région Hauts-de-France. Ses habitants sont appelés les Blairvillois. La commune est membre de la communauté de communes des Campagnes de l'Artois.

## Géographie

### Localisation
Localisée dans le sud-est du département du Pas-de-Calais, Blairville se situe à 11 kilomètres au sud-ouest d'Arras (chef-lieu d'arrondissement).
Le territoire de la commune est limitrophe de ceux de six communes.
Les communes limitrophes sont Wailly, Ransart, Rivière, Adinfer, Ficheux et Hendecourt-lès-Ransart.

### Géologie et relief
La superficie de la commune est de 4,6 km2 ; son altitude varie de 91  à   130 mètres.

### Hydrographie
Le territoire de la commune est situé dans le bassin Artois-Picardie. Elle n'est drainée par aucun cours d'eau,.

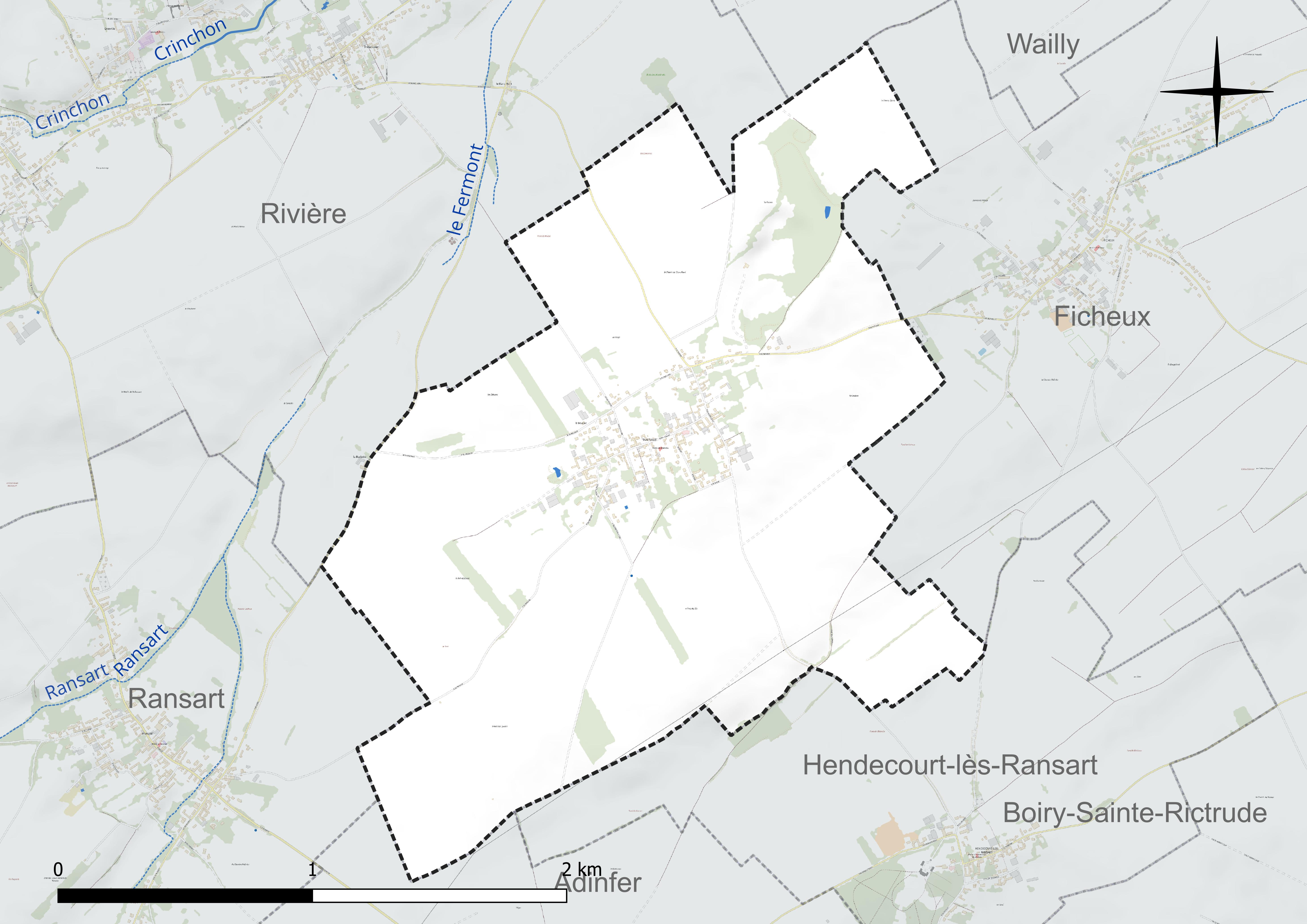
Réseau hydrographique de Blairville.

### Climat
Pour des articles plus généraux, voir Climat des Hauts-de-France et Climat du Pas-de-Calais.
En 2010, le climat de la commune est de type climat océanique dégradé des plaines du Centre et du Nord, selon une étude du CNRS s'appuyant sur une série de données couvrant la période 1971-2000. En 2020, Météo-France publie une typologie des climats de la France métropolitaine dans laquelle la commune est exposée à un climat océanique et est dans la région climatique Nord-est du bassin Parisien, caractérisée par un ensoleillement médiocre, une pluviométrie moyenne régulièrement répartie au cours de l'année et un hiver froid (3 °C).
Pour la période 1971-2000, la température annuelle moyenne est de 9,9 °C, avec une amplitude thermique annuelle de 14,4 °C. Le cumul annuel moyen de précipitations est de 793 mm, avec 11,5 jours de précipitations en janvier et 9,1 jours en juillet. Pour la période 1991-2020, la température moyenne annuelle observée sur la station météorologique la plus proche, située sur la commune de Wancourt à 12 km à vol d'oiseau, est de 10,8 °C et le cumul annuel moyen de précipitations est de 711,4 mm,. Pour l'avenir, les paramètres climatiques de la commune estimés pour 2050 selon différents scénarios d'émission de gaz à effet de serre sont consultables sur un site dédié publié par Météo-France en novembre 2022.

### Paysages
Pour un article plus général, voir Paysage en France.
La commune s'inscrit dans les « paysages des grandes plaines arrageoises et cambrésiennes » tels qu'ils sont définis dans l'atlas de paysages de la région Nord-Pas-de-Calais, conçu par la direction régionale de l'Environnement, de l'Aménagement et du Logement (DREAL),.
Ces « paysages des grandes plaines arrageoises et cambrésiennes », qui concernent 238 communes, sont constitués de 80,36 % de cultures, de 8,01 % d'espaces artificialisés avec les communes principales de Cambrai, Caudry, Bapaume et Avesnes-le-Comte, de 7,25 % de prairies naturelles, permanentes, de 3,19 % de forêts et de milieux semi-naturels, 0,77 % de friches industrielles, de 0,38 % de cours d'eau et plan d'eau et de 0,04 % d’espaces industriels. Ces paysages sont dominés par les « grandes cultures » de céréales et de betteraves industrielles qui représentent 70 % de la surface agricole utilisée (SAU).

## Urbanisme

### Typologie
Au 1er janvier 2024, Blairville est catégorisée commune rurale à habitat dispersé, selon la nouvelle grille communale de densité à sept niveaux définie par l'Insee en 2022.
Elle est située hors unité urbaine. Par ailleurs la commune fait partie de l'aire d'attraction d'Arras, dont elle est une commune de la couronne,. Cette aire, qui regroupe 163 communes, est catégorisée dans les aires de 50 000 à moins de 200 000 habitants,.

### Occupation des sols
L'occupation des sols de la commune, telle qu'elle ressort de la base de données européenne d'occupation biophysique des sols Corine Land Cover (CLC), est marquée par l'importance des territoires agricoles (87,4 % en 2018), en diminution par rapport à 1990 (92,5 %). La répartition détaillée en 2018 est la suivante : 
terres arables (79,6 %), prairies (7,8 %), zones urbanisées (6,9 %), mines, décharges et chantiers (5,7 %). L'évolution de l'occupation des sols de la commune et de ses infrastructures peut être observée sur les différentes représentations cartographiques du territoire : la carte de Cassini (XVIIIe siècle), la carte d'état-major (1820-1866) et les cartes ou photos aériennes de l'IGN pour la période actuelle (1950 à aujourd'hui).

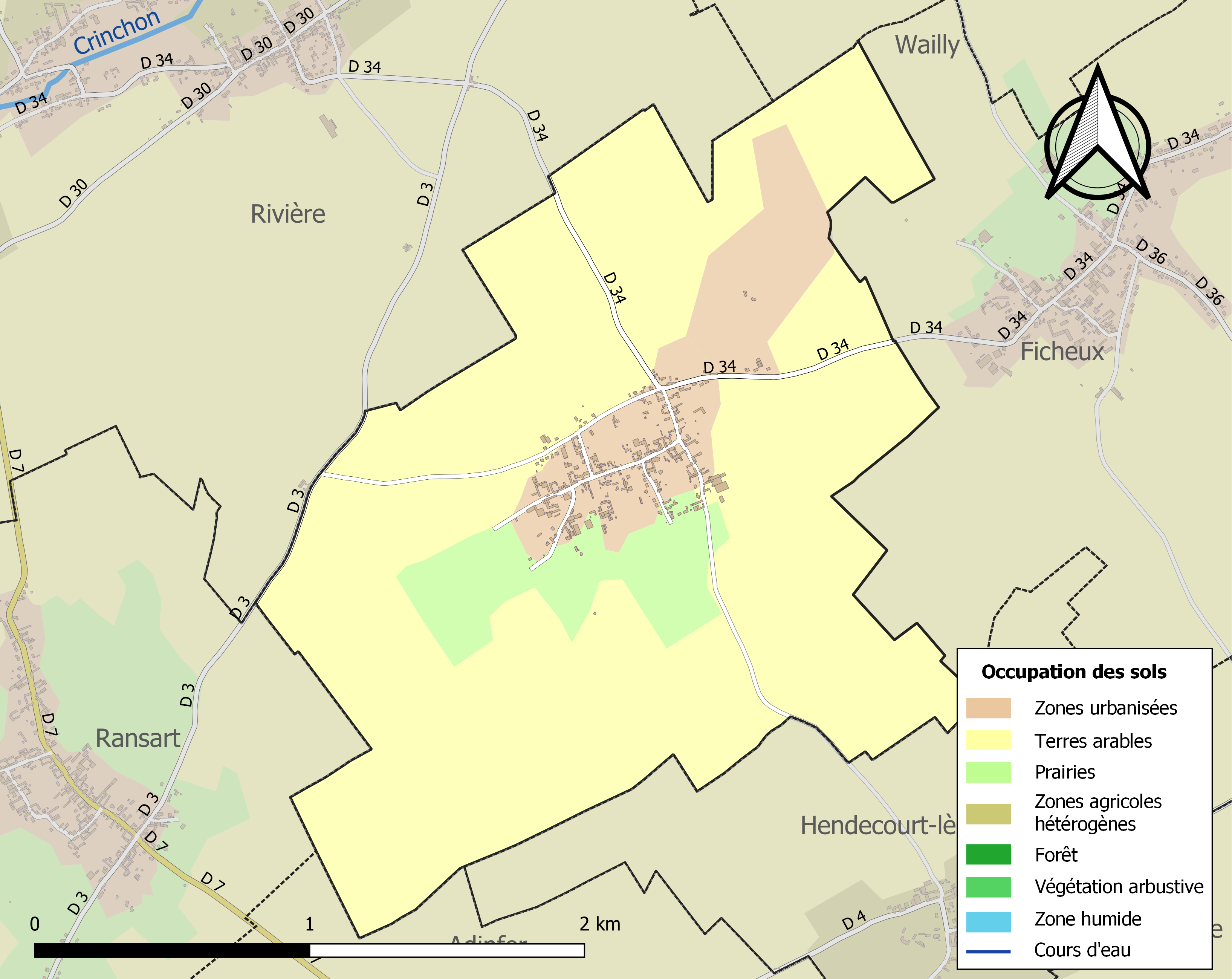
Carte des infrastructures et de l'occupation des sols de la commune en 2018 (CLC).

### Voies de communication et transports

#### Voies de communication
La commune est desservie par la route départementale D 34, limitrophe, à l'ouest, de la D 3 et proche de la RN 25 (6 km) qui relie Arras et Amiens.

#### Transport ferroviaire
La commune se trouve à 11 km  de la gare d'Arras, située sur la ligne de Paris-Nord à Lille, desservie par des TGV inOui et des trains régionaux du réseau TER Hauts-de-France.

## Toponymie
Le nom de la localité est attesté sous les formes Blarville (1156), Blarivilla (XIIe siècle), Blareville (1323), Blariville (1532), Blaire-ville (1739), Blairville (1793) Blaireville et Blairville depuis 1801.

## Histoire
Blairville était le siège d'une seigneurie avant la Révolution française. Elle est devenue baronnie avant 1584. En mars 1584, la baronnie est détenue par Simon Lefebvre, écuyer, seigneur de Blairville. Son père, Charles Lefebvre, marié à Henrie Doresmieux, était seigneur de Blairville, Aubromez (Aubrometz) et la Coquaine. Philippe Lefebvre, écuyer, frère de Simon, a hérité des deux dernières possessions. Simon, Philippe et Jacques Doresmieux, écuyer, majeur héréditaire dudit Oresmieulx, conseiller de la ville d'Arras, ont tous été reconnus nobles le 3 mars 1584.
À la veille de la Révolution française, Pierre-Joseph-Constant Gaillard, écuyer, est seigneur de Blairville, Estrehem, Leulinghem. Fils de Pierre-Joseph, écuyer, et de Marie-Josèphe-Pélagie Roels, il est  juge de paix à Thérouanne en 1792 et meurt en 1829. Il prend pour femme le  22 mai 1787 à Saint-Omer, Marie-Louise-Charlotte-Joseph Taviel (1766-1806), née à Saint-Omer en avril 1766 (baptisée le 2 avril 1766) et y décédée le 28 novembre 1806. Elle est la fille d'Albert-Gabriel-Valentin Taviel, écuyer, seigneur d'Upen d'Aval (sur Delettes), capitaine au corps royal d'artillerie, chevalier de Saint-Louis, et d'Agnès-Charlotte Ballard d'Invilliers.
Au XIXe siècle, Charles-Pierre-Pépin Gaillard, fils de Félix-Pierre-Constant et de Charlotte-Ludivine de Beaulaincourt, est baron de Blairville. Il nait à Labeuvrière le 21 février 1821, devient chef d'escadron puis lieutenant-colonel d'artillerie. Chevalier de la Légion d'Honneur, le 28 décembre 1854, puis officier le 22 août 1866 sous le nom de Gaillard de Blairville, décoré de la 5e classe de l'Ordre du Médjidié (Turquie), il meurt à Arcachon le 28 mars 1889, à l'âge de 67 ans. Il épouse le 14 octobre 1862 Clémence-Eugénie de La Chaussée, fille de Charles-Léopold-Marie, chevalier, et de Thérèse-Charlotte de Savary de Grave. Elle est née à Lille le 23 mai 1831.
La commune est décorée de la croix de guerre 1914-1918 par décret du 23 septembre 1920, distinction également attribuée à 276 autres communes du Pas-de-Calais.

## Politique et administration

### Découpage territorial
La commune se trouve dans l'arrondissement d'Arras du département du Pas-de-Calais depuis 1801.

#### Commune et intercommunalités
La commune est membre de la communauté de communes des Campagnes de l'Artois qui regroupe 96 communes et totalise 33 141 habitants en 2021.

#### Circonscriptions administratives
La commune est rattachée au canton de Beaumetz-lès-Loges de 1801 à 2014, puis, depuis 2015, au canton d'Avesnes-le-Comte.

#### Circonscriptions électorales
Pour l'élection des députés, la commune fait partie de la première circonscription du Pas-de-Calais.

### Élections municipales et communautaires

#### Liste des maires
| Période                                  | Période                      | Identité            | Étiquette | Qualité       |
| ---------------------------------------- | ---------------------------- | ------------------- | --------- | ------------- |
| Les données manquantes sont à compléter. |                              |                     |           |               |
| 1995                                     | 2014                         | Daniel Deruy        |           |               |
| 2014,                                    | 2020                         | Jean-Michel Sauvage |           |               |
| 25 mai 2020                              | En cours (au 1 février 2022) | Dominique Coppin    |           | Ancien cadre, |

## Équipements et services publics

### Justice, sécurité, secours et défense
La commune dépend du tribunal judiciaire d'Arras, du conseil de prud'hommes d'Arras, de la cour d'appel de Douai, du tribunal de commerce d'Arras, du tribunal administratif de Lille, de la cour administrative d'appel de Douai et du tribunal pour enfants d'Arras.

## Population et société

### Démographie
Les habitants de la commune sont appelés les Blairvillois.

#### Évolution démographique
L'évolution du nombre d'habitants est connue à travers les recensements de la population effectués dans la commune depuis 1793. Pour les communes de moins de 10 000 habitants, une enquête de recensement portant sur toute la population est réalisée tous les cinq ans, les populations de référence des années intermédiaires étant quant à elles estimées par interpolation ou extrapolation. Pour la commune, le premier recensement exhaustif entrant dans le cadre du nouveau dispositif a été réalisé en 2006.

En 2022, la commune comptait 306 habitants, en évolution de −1,92 % par rapport à 2016 (Pas-de-Calais : −0,72 %, France hors Mayotte : +2,11 %).
| 1793 | 1800 | 1806 | 1821 | 1831 | 1836 | 1841 | 1846 | 1851 |
| ---- | ---- | ---- | ---- | ---- | ---- | ---- | ---- | ---- |
| 338  | 361  | 435  | 488  | 458  | 514  | 536  | 577  | 600  |

| 1856 | 1861 | 1866 | 1872 | 1876 | 1881 | 1886 | 1891 | 1896 |
| ---- | ---- | ---- | ---- | ---- | ---- | ---- | ---- | ---- |
| 590  | 577  | 619  | 620  | 622  | 605  | 622  | 601  | 581  |

| 1901 | 1906 | 1911 | 1921 | 1926 | 1931 | 1936 | 1946 | 1954 |
| ---- | ---- | ---- | ---- | ---- | ---- | ---- | ---- | ---- |
| 548  | 508  | 458  | 340  | 281  | 261  | 273  | 268  | 261  |

| 1962 | 1968 | 1975 | 1982 | 1990 | 1999 | 2006 | 2011 | 2016 |
| ---- | ---- | ---- | ---- | ---- | ---- | ---- | ---- | ---- |
| 254  | 247  | 269  | 265  | 271  | 298  | 309  | 296  | 312  |

| 2021 | 2022 | - | - | - | - | - | - | - |
| ---- | ---- | - | - | - | - | - | - | - |
| 306  | 306  | - | - | - | - | - | - | - |

#### Pyramide des âges
En 2018, le taux de personnes d'un âge inférieur à 30 ans s'élève à 33,3 %, soit en dessous de la moyenne départementale (36,7 %). À l'inverse, le taux de personnes d'âge supérieur à 60 ans est de 27,1 % la même année, alors qu'il est de 24,9 % au niveau départemental.
En 2018, la commune comptait 151 hommes pour 156 femmes, soit un taux de 50,81 % de femmes, légèrement inférieur au taux départemental (51,5 %).
Les pyramides des âges de la commune et du département s'établissent comme suit.
| Hommes | Classe d’âge | Femmes |
| ------ | ------------ | ------ |
| 0,7    | 90 ou +      | 1,3    |
| 5,4    | 75-89 ans    | 8,5    |
| 19,4   | 60-74 ans    | 18,9   |
| 25,5   | 45-59 ans    | 23,1   |
| 12,2   | 30-44 ans    | 18,6   |
| 16,0   | 15-29 ans    | 15,5   |
| 20,9   | 0-14 ans     | 14,1   |

| Hommes | Classe d’âge | Femmes |
| ------ | ------------ | ------ |
| 0,5    | 90 ou +      | 1,6    |
| 5,6    | 75-89 ans    | 8,9    |
| 16,7   | 60-74 ans    | 18,1   |
| 20,2   | 45-59 ans    | 19,2   |
| 18,9   | 30-44 ans    | 18,1   |
| 18,2   | 15-29 ans    | 16,2   |
| 19,9   | 0-14 ans     | 17,9   |

## Culture locale et patrimoine

### Lieux et monuments
- L'église Saint-Vaast.
- Le monument aux morts[37].

### Héraldique
| Blason de Blairville | Blason  | D'argent à deux fasces de sable accompagnées de six quintefeuilles du même, trois rangées en chef et trois rangées en pointe. Ornements extérieursCroix de guerre 1914-1918 |
| Blason de Blairville | Détails | Le statut officiel du blason reste à déterminer. |

## Pour approfondir